# José Manuel Menéndez Fernández
José Manuel Menéndez Fernández (Carlés, Salas, 1949) es un político asturiano del PSOE. Fue alcalde del concejo de Salas desde 1990 hasta 2011. Actualmente, es el portavoz del Grupo Municipal Socialista en el mismo ayuntamiento.

## Trayectoria Política
Comenzó su andadura política afiliándose al PSOE en 1982 y participando junto a varios amigos en la constitución de la Agrupación Socialista de Salas 
. En las elecciones municipales de 1983 perdió por una mínima diferencia contra Manuel Balsera Rodríguez (AP). En las elecciones municipales de 1987 concurrió por segunda vez en las listas socialistas, resultando elegido concejal y haciendo del PSOE la lista más votada, pero un pacto entre Alianza Popular y el Centro Democrático y Social relegó a los socialistas a la oposición y aupó a la alcaldía a Rafael García Banzo (CDS). A lo largo de la legislatura surgieron importantes disensiones internas en el equipo de gobierno, siendo especialmente fuertes entre Francisco Martínez Oliveros (AP), a la sazón Primer Teniente de Alcalde y el concejal José Manuel Fernández (CDS). Así pues, el único elemento centralizador era el alcalde, por lo que tras su muerte el 1 de octubre de 1990 se rompió el pacto, logrando, tres años después de las elecciones, el PSOE la alcaldía, si bien tuvo que gobernar en minoría con acuerdos puntuales con el CDS.
En 1991, José Manuel Fernández encabeza de nuevo la candidatura del PSOE al ayuntamiento de Salas y obtiene una holgada mayoría absoluta: 9 concejales de 13 posibles. En aquella ocasión, su contrincante fue Francisco Martínez Oliveros quien, con el PP, logró 4 concejales. Revalidó su mayoría absoluta en 1995, si bien, perdió 1 concejal cediéndoselo al PP encabezado entonces por Ismael Heres González. Repitió candidatura en las elecciones de 1999 y consiguió el mayor número de concejales de la historia democrática salense, 10, quedando el PP de Ángel González Fidalgo con 2 y la Candidatura Independiente Salense (CIS) de Abel Martínez Fernández con 1.
El desgaste después de 12 años de gobierno, hizo que en las elecciones de 2003 perdiese 2 concejales quedándose con los 8 de 1995, y conservando aún la mayoría absoluta. En aquella ocasión, su adversario fue de nuevo Abel Martínez Fernández, que consiguió los 5 concejales que restan en la corporación salense. Los comicios de 2007 continuaron la racha a la baja de José Manuel Fernández, y consiguió la mayoría absoluta por la mínima, 7 concejales frente a los 5 del PP, encabezado por Juan Carlos Rodríguez Martínez; y 1 de Izquierda Unida, que obtenía representación por primera vez en el consistorio de la mano de José Manuel Murias Díaz.
Finalmente, las elecciones de 2011 relegaron al que había sido regidor salense durante 20 años a la oposición, ya que, si bien consiguió ser la lista más votada y 6 concejales, quedando a tan sólo 9 votos de la mayoría absoluta, un pacto entre el partido de nueva creación Foro Asturias, encabezado por Sergio Hidalgo Alonso y que consiguió 5 concejales; y el Partido Popular, con 2 concejales y liderado por Alberto Díaz Miranda elevaron a la alcaldía al primero.

## Otros datos
En 2005, el PP denunció una presunta prevaricación urbanística del alcalde con respecto a la mina de Río Narcea Gold Mines situada en Carlés en 2001, ya que autorizó su explotación sin tener competencias urbanísticas para ello y según el PP la CUOTA (Comisión de Urbanismo y del Territorio) entabló un contencioso contra el Ayuntamiento de Salas y terminó retirándole las competencias en materia urbanística; el PP adujo además que el alcalde era el mayor beneficiado por las expropiaciones de la mina al ser el mayor propietario de los terrenos afectados. Esta denuncia quedó archivada y se exculpó al alcalde de delito alguno ya que el PP no presentó pruebas concluyentes.
Para la legislatura 2007-2011 los proyectos más destacados son la construcción de la Casa del Río (un museo sobre el río Narcea y su ecosistema) en Cornellana y, a la vez que se realiza el colector para drenar las aguas de Salas, hacer un paseo del río Nonaya en Salas de una longitud aproximada de 2 km entre el tanatorio y la parte alta de la villa. En junio de 2008 Salas se convirtió en el segundo concejo asturiano (tras Tineo) que da una ayuda a la natalidad aunque esta es de la más altas de España, ya que el ayuntamiento da 500 euros por nacimiento que sumados a los de otras administraciones dan un total de 3500 euros.
En julio de 2008 el alcalde abogó porque no se construyese el enlace de El Llanón en el tramo Salas-La Espina de la A-63, según él porque retrasaría la puesta en funcionamiento del tramo. Esta medida fue atacada por los vecinos afectados y, aún más por el PP e IU.